# Берген (Кирн)
Берген (њем. Bergen) град је у њемачкој савезној држави Рајна-Палатинат. Једно је од 96 општинских средишта округа Биркенфелд. Према процјени из 2010. у граду је живјело 467 становника. Посједује регионалну шифру (AGS) 7134006.

## Географски и демографски подаци
Берген се налази у савезној држави Рајна-Палатинат у округу Биркенфелд. Град се налази на надморској висини од 400 метара. Површина општине износи 10,4 km². У самом граду је, према процјени из 2010. године, живјело 467 становника. Просјечна густина становништва износи 45 становника/km².